# Жмигруд
Жмигруд (пол. Żmigród), до 1945 г. Трахенберг (нем. Trachenberg) — город в Польше, входит в Нижнесилезское воеводство, Тшебницкий повят. Имеет статус городско-сельской гмины. Занимает площадь 9,49 км². Население — 6630 человек (на 2004 год).
В 1648 году Трахенберг стал частным городом фельдмаршала Гацфельдта. В 1900 г. один из его потомков получил от кайзера титул герцога Трахенбергского. Подробнее см. Гацфельдты. Во время боевых действий 1945 года княжеский дворец превратился в руины. В 1813 г. здесь был составлен план войны с Наполеоном.
Есть железнодорожный полигон.

## Известные уроженцы
- Линке, Йозеф (1783—1837) — немецко-австрийский виолончелист и композитор.

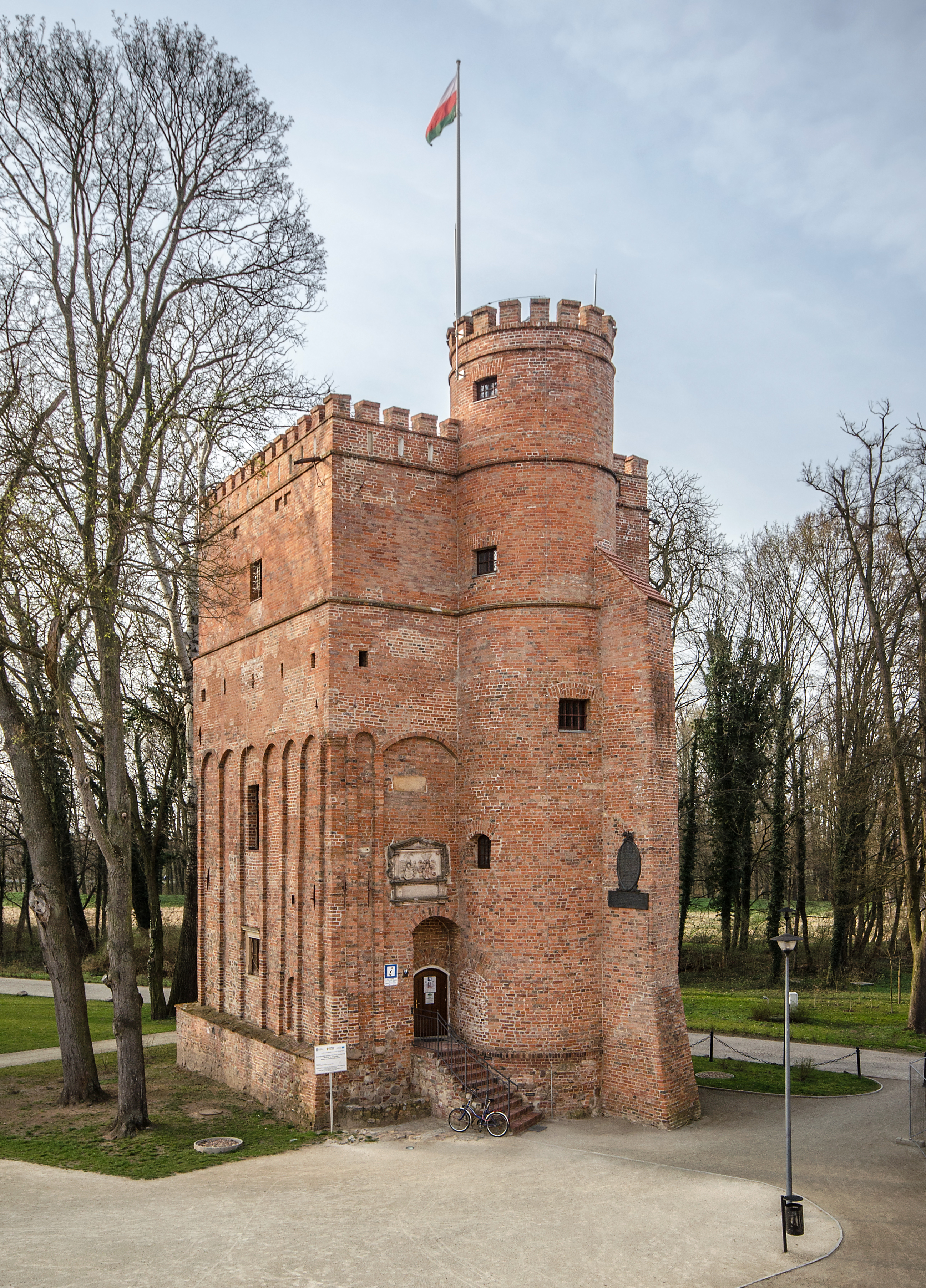
Башня
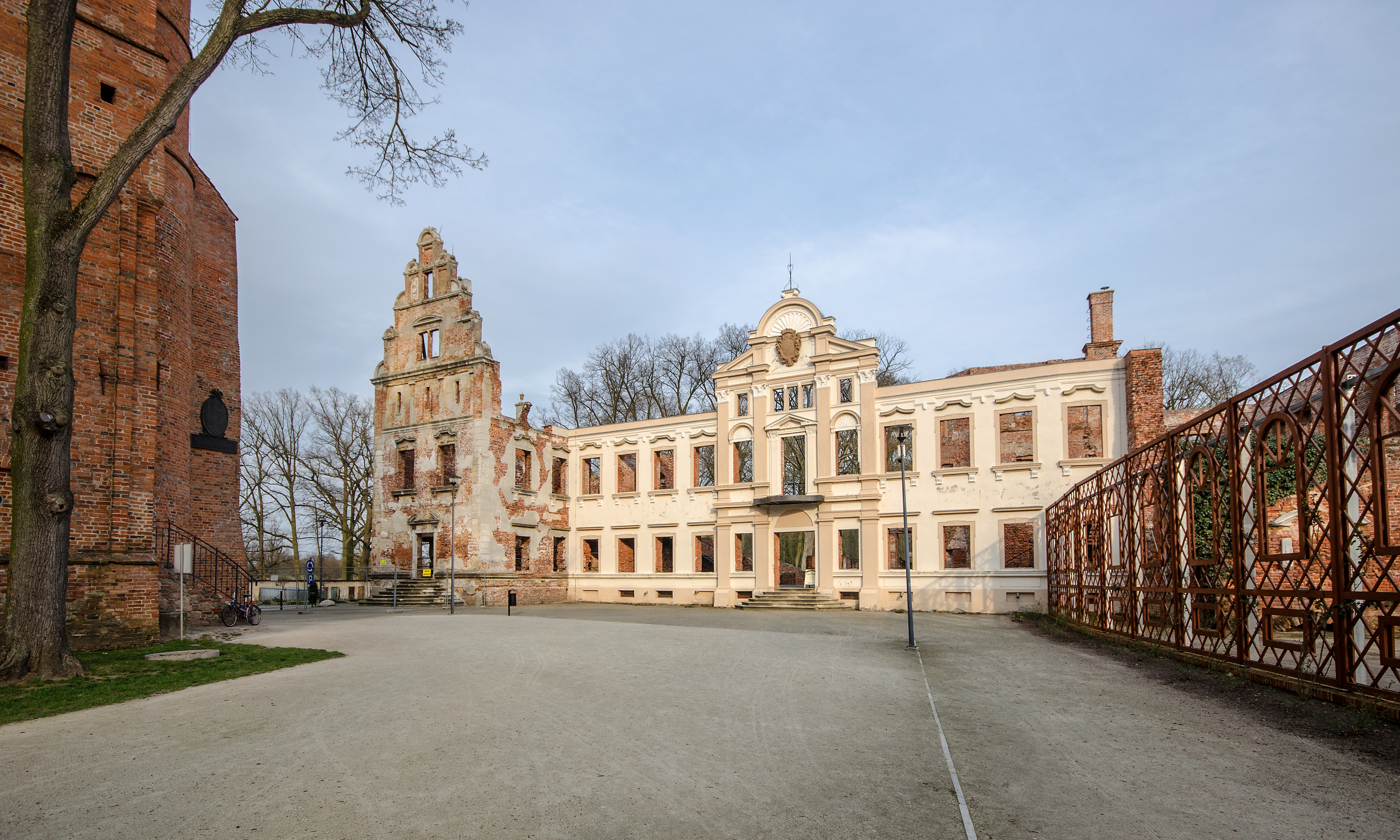
Руины замка Гацфельдтов.
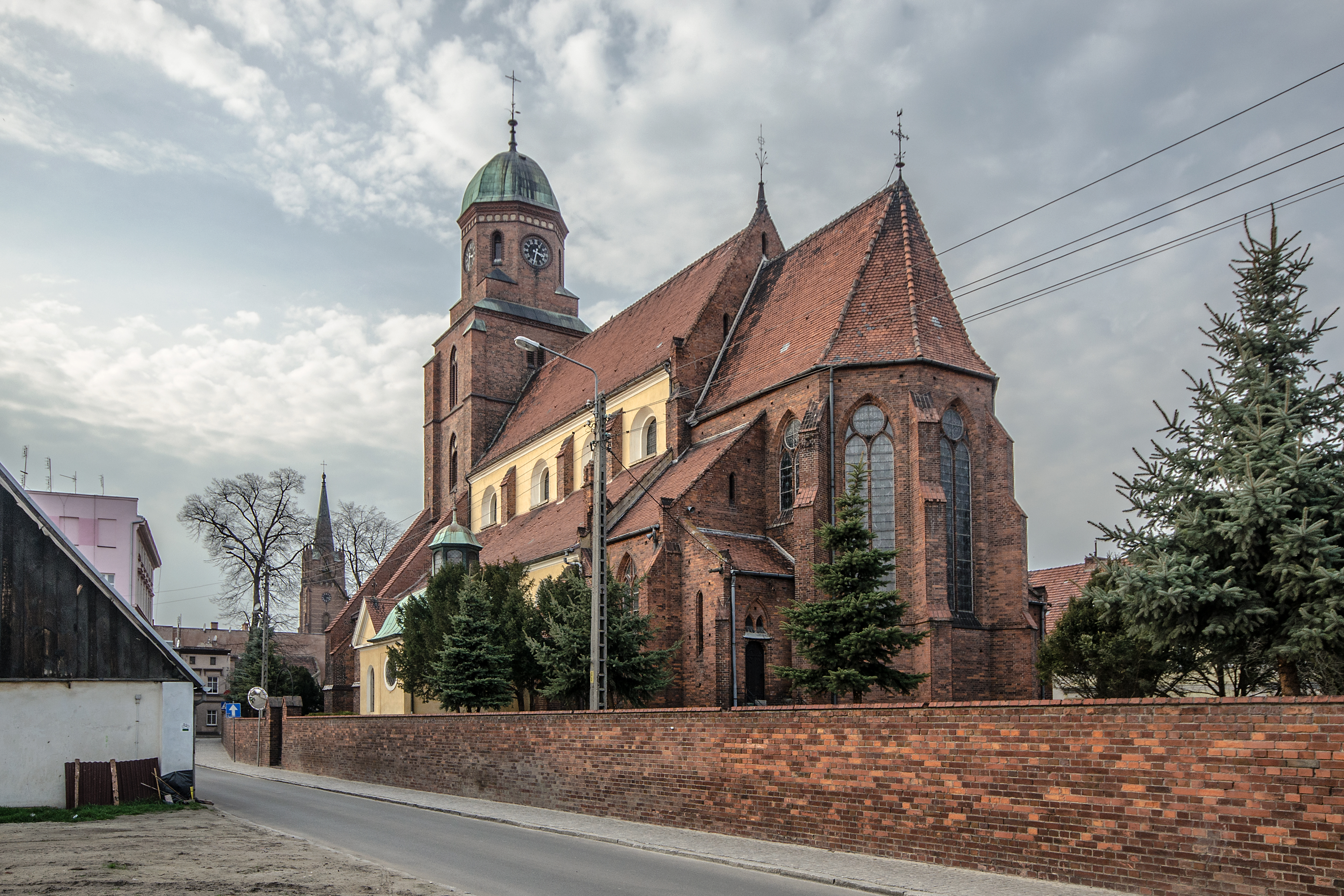
Кирха, 1599 года
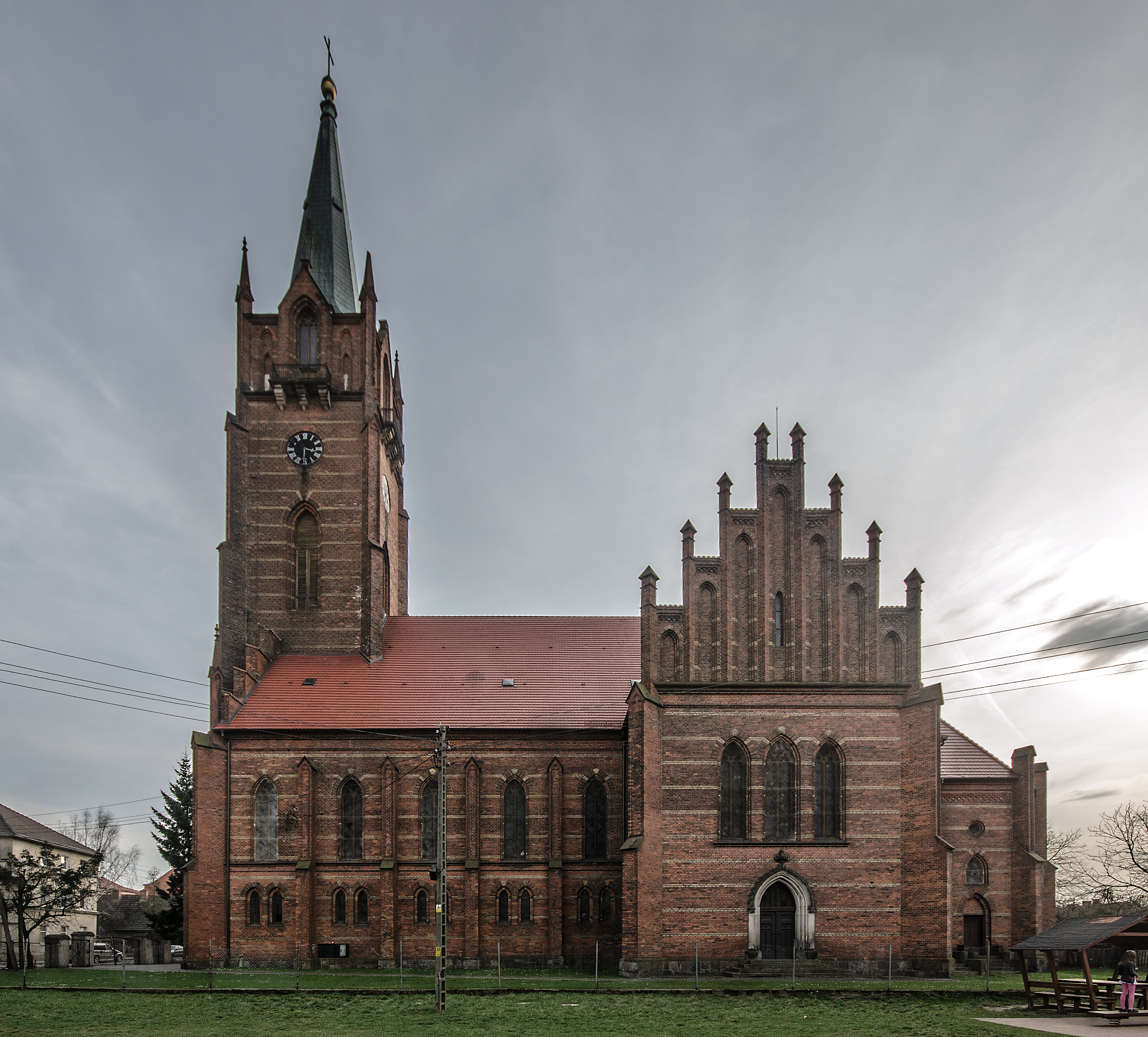
Евангелическая кирха